# Saint-Ouen-d'Attez
Saint-Ouen-d'Attez era una comuna francesa situada en el departamento de Eure, de la región de Normandía, que el 1 de enero de 2016 pasó a ser una comuna delegada de la comuna nueva de Sainte-Marie-d'Attez al fusionarse con las comunas de Dame-Marie y Saint-Nicolas-d'Attez.

## Demografía
| Gráfica de evolución demográfica de Saint-Ouen-d'Attez entre 1800 y 2013 |
|                                                                          |

Los datos demográficos contemplados en este gráfico de la comuna de Saint-Ouen-d'Attez se han cogido de 1800 a 1999 de la página francesa EHESS/Cassini, y los demás datos de la página del INSEE.